# Meva per sempre
Meva per sempre (títol original: Forever Mine) és un thriller estatunidenc escrit i dirigit per Paul Schrader, estrenat el 1999. Ha estat doblat al català.

## Argument
L'any 1974, un treballador de la platja d'un hotel de luxe a Miami té una relació amb la dona d'un ric home de negocis. Enamorat bojament d'ella, la segueix fins a Nova York on el seu marit, al corrent de la seva aventura, organitza l'homicidi d'aquest últim, que fracassa i el deixa desfigurat. 13 anys més tard, sota una nova identitat, torna a Nova York per a venjar-se.

## Repartiment
- Joseph Fiennes: Alan Riply / Manuel Esquema
- Ray Liotta: Mark Brice
- Gretchen Mol: Ella Brice
- Vincent Laresca: Javier Cesti
- Myk Watford: Rick Martino
- Sean Cw Johnson: Randy
- Kevi Kasturas: Julie
- Shannon Lawson: Emily
- Ted Simonett: Mr. Galen
- Paulette Sinclair: Mrs. Galen

## Crítica
- "Thriller passional correcte però sense força, amb vaivens cursis, camises amb palmeres i una fotografia tirant a Dick Tracy"[3]